# Francisco Toledo de Herrera
Francisco Toledo de Herrera SJ (ur. 4 października 1532 w Kordobie, zm. 14 września 1596 w Rzymie) – hiszpański kardynał.

## Życiorys
Urodził się 4 października 1532 roku w Kordobie, jako syn Alfonsa de Toledo i Isabeli de Herrery. Studiował filozofię w Walencji i teologię w Salamance. W 1556 roku przyjął święcenia kapłańskie, a dwa lata później wstąpił do zakonu jezuitów. W 1564 roku złożył profesję wieczystą. W następnych latach był wykładowcą scholastyki i etyki w uczelniach rzymskich, między innymi w Collegio Romano. Wstąpił na służbę do Kurii Rzymskiej i został teologiem Penitencjarii Apostolskiej. W 1570 roku interweniował w sprawie oskarżonego o herezję Bartolomé Carranzy, stając po stronie arcybiskupa. Był wysłannikiem papieskim w Rzeczypospolitej Obojga Narodów, Królestwie Niemieckim i Flandrii, a także był jednym z kluczowych członków komisji ds. rewizji Wulgaty. 17 września 1593 roku został kreowany kardynałem prezbiterem i otrzymał kościół tytularny Santa Maria in Traspontina. Był pierwszym purpuratem spośród jezuitów, jednak w 1594 roku chciał zrezygnować z godności kardynalskiej (nie doszło to do skutku). Zmarł 14 września 1596 roku w Rzymie.

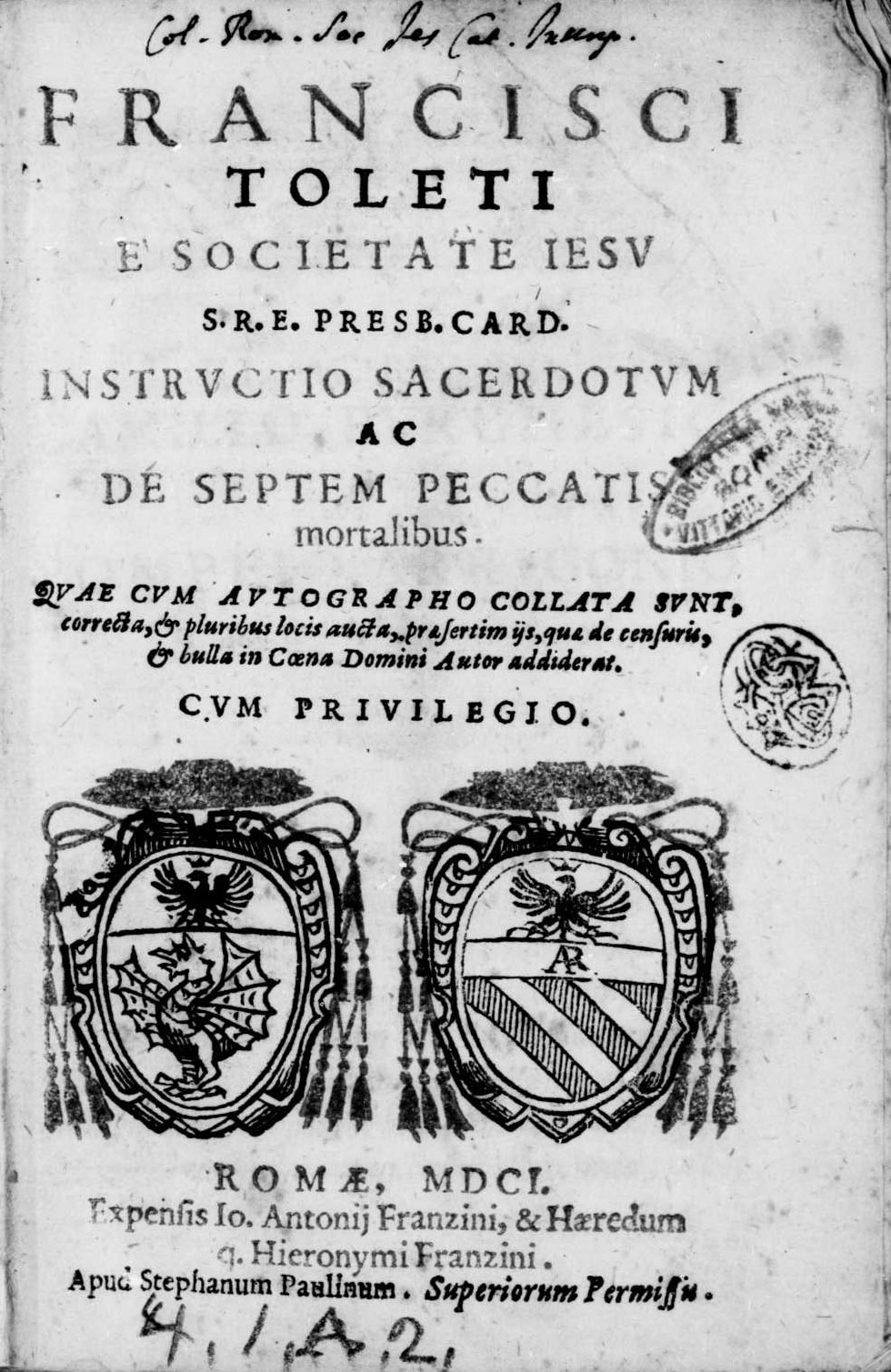
Instructio sacerdotum ac poenitentium, 1601
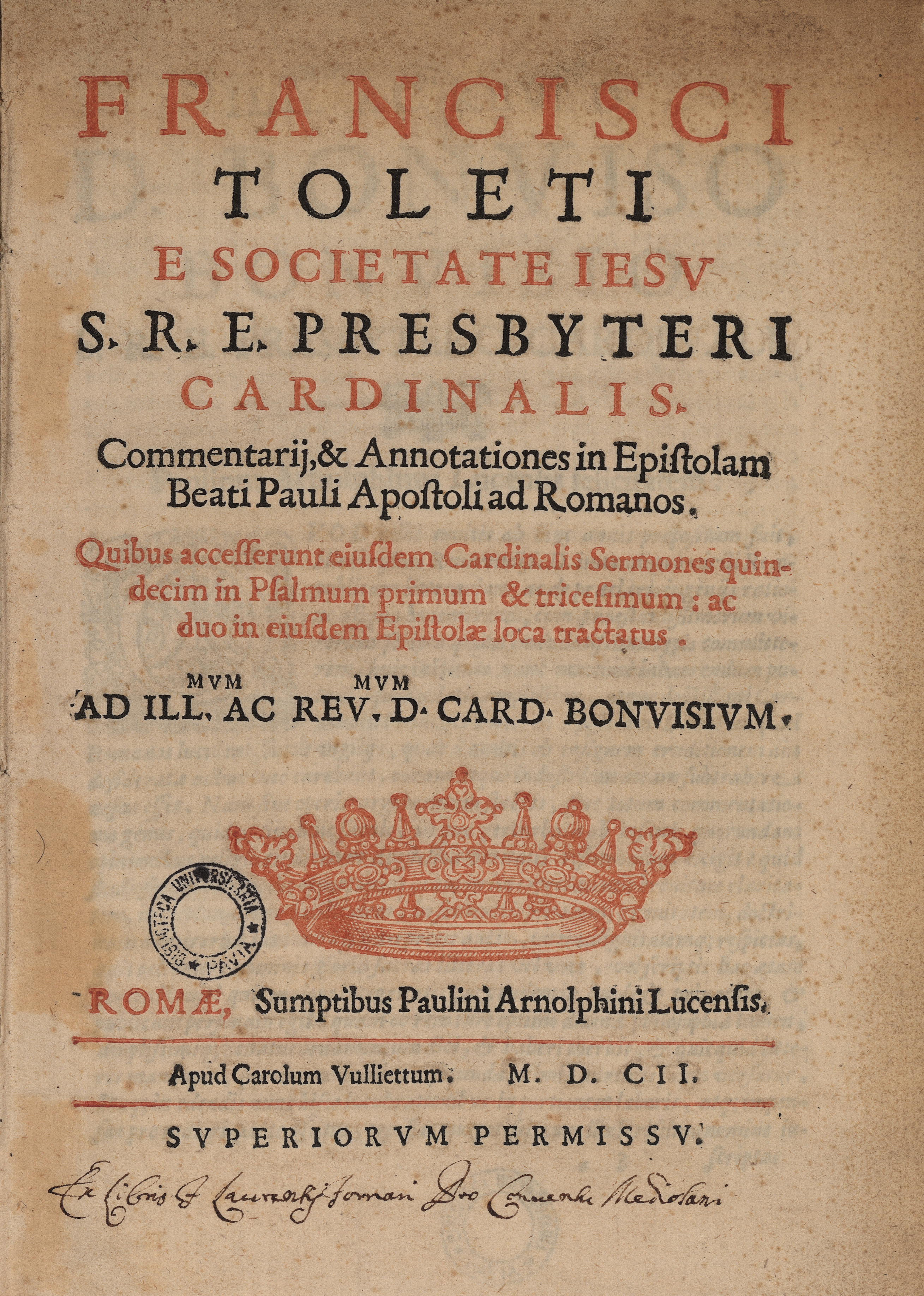
Commentarii et annotationes in Epistolam Beati Pauli apostoli ad Romanos, 1602